# Слобозія (Філіпень, Бакеу)
Слобозія (рум. Slobozia) — село у повіті Бакеу в Румунії. Входить до складу комуни Філіпень.
Село розташоване на відстані 245 км на північ від Бухареста, 21 км на схід від Бакеу, 78 км на південний захід від Ясс, 136 км на північний захід від Галаца.

## Населення
За даними перепису населення 2002 року у селі проживали 129 осіб, усі — румуни. Усі жителі села рідною мовою назвали румунську.